# Frankrijk op de Olympische Zomerspelen 1908
Frankrijk nam deel aan de Olympische Zomerspelen 1908 in Londen, Engeland.

## Medailleoverzicht
| Sport          | Olympiër                                                                                 | Discipline                       | Medaille |
| -------------- | ---------------------------------------------------------------------------------------- | -------------------------------- | -------- |
| Boogschieten   | Eugène Grisot                                                                            | continentale stijl (m)           | Goud     |
| Motorbootracen | Emile Thubron                                                                            | klasse A                         | Goud     |
| Schermen       | Gaston Alibert                                                                           | degen (m)                        | Goud     |
| Schermen       | Gaston Alibert Herman Georges Berger Charles Collignon Eugène Olivier                    | degen team (m)                   | Goud     |
| Wielersport    | André Auffray Maurice Schilles                                                           | tandem (m)                       | Goud     |
| Atletiek       | Géo André                                                                                | hoogspringen (m)                 | Zilver   |
| Boogschieten   | Louis Vernet                                                                             | continentale stijl (m)           | Zilver   |
| Schermen       | Alexandre Lippmann                                                                       | degen (m)                        | Zilver   |
| Wielersport    | Émile Demangel                                                                           | 660 yards (m)                    | Zilver   |
| Wielersport    | Maurice Schilles                                                                         | 5000m (m)                        | Zilver   |
| Atletiek       | Joseph Dreher Louis Bonniot de Fleurac Paul Lizandier                                    | 3 mijl team (m)                  | Brons    |
| Boogschieten   | Gustave Cabaret                                                                          | continentale stijl (m)           | Brons    |
| Schermen       | Eugène Olivier                                                                           | degen (m)                        | Brons    |
| Schietsport    | Henri Bonnefoy Paul Colas Léon Lécuyer André Regaud                                      | 50m geweer 50&100 yards team (m) | Brons    |
| Schietsport    | Eugène Balme Albert Courquin Raoul de Boigne Léon Johnson Maurice Lecoq André Parmentier | 300m vrij geweer team (m)        | Brons    |
| Turnen         | Louis Ségura                                                                             | individuele meerkamp (m)         | Brons    |
| Wielersport    | André Auffray                                                                            | 5000m (m)                        | Brons    |
| Wielersport    | Octave Lapize                                                                            | 100km (m)                        | Brons    |
| Zeilen         | Henri Arthus Louis Potheau Pierre Rabot                                                  | 6m klasse                        | Brons    |

## Deelnemers en resultaten

### Atletiek
| Olympiër                                              | Discipline               | Resultaat    | Prestatie                                 |
| ----------------------------------------------------- | ------------------------ | ------------ | ----------------------------------------- |
| G. Lamotte                                            | 100m (m)                 | series       | serie 11: 3de                             |
| L. Lescat                                             | 100m (m)                 | series       | serie 6: 3de                              |
| Georges Malfait                                       | 100m (m)                 | series       | serie 3: 2de in 11,2                      |
| Henri Meslot                                          | 100m (m)                 | series       | serie 13: 3de                             |
| Georges Malfait                                       | 200m (m)                 | halve finale | serie 5: 1ste in 22,6 halve finale 3: 3de |
| Henri Meslot                                          | 200m (m)                 | series       | serie 15: 2de in 23,2                     |
| Georges Malfait                                       | 400m (m)                 | halve finale | serie 6: 1ste in 50,0 halve finale 3: 4de |
| Jean Bouin                                            | 1500m (m)                | series       | serie 7: 2de in 4.17,0                    |
| Louis de Fleurac                                      | 1500m (m)                | series       | serie 1: 6de                              |
| Joseph Dreher                                         | 1500m (m)                | series       | serie 4: 5de                              |
| Gaston Ragueneau                                      | 1500m (m)                | DNF          | serie 5: niet gefinisht                   |
| Paul Lizandier                                        | 5 mijl (m)               | series       | serie 4: 4de in 27.10,8                   |
| Gaston Ragueneau                                      | 5 mijl (m)               | DNF          | serie 1: niet gefinisht                   |
| Georges Dubois                                        | 400 meter horden (m)     | DNF          | serie 6: niet gefinisht                   |
| Henri Meslot                                          | 400 meter horden (m)     | 15e          | serie 12: 2de in 1.01,0                   |
| Louis de Fleurac                                      | 3200m steeplechase (m)   | DNF          | serie 2: niet gefinisht                   |
| Gaston Ragueneau                                      | 3200m steeplechase (m)   | DNF          | serie 1: niet gefinisht                   |
| Joseph Dreher Louis Bonniot de Fleurac Paul Lizandier | 3 mijl team (m)          | Brons        |                                           |
| Henri Guttierez                                       | verspringen (m)          | 21-32e       |                                           |
| Géo André                                             | hoogspringen (m)         | Zilver       | 1,88m                                     |
| Gaston Koëger                                         | polsstokhoogspringen (m) | 12e          | 3,05m                                     |
| Robert Pascarel                                       | polsstokhoogspringen (m) | 10e          | 3,20m                                     |
| Henri Jardin                                          | staand verspringen (m)   | 8-25e        |                                           |
| Alfred Motte                                          | staand verspringen (m)   | 8-25e        |                                           |
| Géo André                                             | staand hoogspringen (m)  | 5e           | 1,47m                                     |
| Henri Jardin                                          | staand hoogspringen (m)  | 19-23e       |                                           |
| Alfred Motte                                          | staand hoogspringen (m)  | 5e           | 1,47m                                     |
| Charles Lagarde                                       | kogelstoten (m)          | 9-25e        |                                           |
| André Tison                                           | kogelstoten (m)          | 9-25e        |                                           |
| Charles Lagarde                                       | discuswerpen (m)         | 12-42e       |                                           |
| André Tison                                           | discuswerpen (m)         | 8e           | 38,30m                                    |

### Boksen
| Olympiër        | Discipline  | Resultaat | Prestatie                                |
| --------------- | ----------- | --------- | ---------------------------------------- |
| Pierre Mazior   | -52,8kg (m) | 5e        | 1ste ronde: V van GBR Condon: knock-out  |
| Louis Constant  | -57,2kg (m) | 5e        | 1ste ronde: V van GBR Ringer: 0-2        |
| Étienne Poillot | -57,2kg (m) | 5e        | 1ste ronde: V van GBR Gunn: knock-out    |
| André Bouvier   | -63,5kg (m) | 9e        | 1ste ronde: V van GBR Holmes: knock-out  |
| Gaston Aspa     | -71,7kg (m) | 9e        | 1ste ronde: V van GBR Childs: knock-out  |
| René Doudelle   | -71,7kg (m) | 9e        | 1ste ronde: V van GBR Douglas: knock-out |
| Charles Morard  | -71,7kg (m) | 9e        | 1ste ronde: V van GBR Warnes: knock-out  |

### Boogschieten
| Olympiër               | Discipline             | Resultaat | Prestatie      |
| ---------------------- | ---------------------- | --------- | -------------- |
| G. Lamotte             | continentale stijl (m) | Goud      | 263 punten     |
| Louis Vernet           | continentale stijl (m) | Zilver    | 256 punten     |
| Gustave Cabaret        | continentale stijl (m) | Brons     | 255 punten     |
| Charles Aubras         | continentale stijl (m) | 4e        | 231 punten     |
| Charles Quervel        | continentale stijl (m) | 5e        | 223 punten     |
| Albert Dauchez         | continentale stijl (m) | 6e        | 222 punten     |
| Louis Salingre         | continentale stijl (m) | 7e        | 215 punten     |
| Henri Berton           | continentale stijl (m) | 8e        | 212 punten     |
| Eugène Richez          | continentale stijl (m) | 9e        | 210 punten     |
| Edouard Beaudoin       | continentale stijl (m) | 10e       | 206 punten     |
| Charles Vallée         | continentale stijl (m) | 11e       | 193 punten     |
| Émile Fisseux          | continentale stijl (m) | 13e       | 185 punten     |
| Jean Louis de la Croix | continentale stijl (m) | 14e       | 177 punten     |
| Alfred Poupart         | continentale stijl (m) | 16e       | 155 punten     |
| Oscar Jay              | continentale stijl (m) | 17e       | 134 punten     |
| Henri Berton           | dubbele york ronde (m) | 16e       | 425 punten     |
| Eugène Richez          | dubbele york ronde (m) | 17e       | 418 punten     |
| Eugène Grisot          | dubbele york ronde (m) | 19e       | 410 punten     |
| Louis Vernet           | dubbele york ronde (m) | 20e       | 385 punten     |
| Louis-Albert Salingré  | dubbele york ronde (m) | 22e       | 347 punten     |
| Albert Dauchez         | dubbele york ronde (m) | 23e       | 280 punten     |
| Charles Quervel        | dubbele york ronde (m) | 24e       | 241 punten     |
| Gustave Cabaret        | dubbele york ronde (m) | 26e       | 191 punten     |
| Édouard Beaudoin       | dubbele york ronde (m) | 25e       | 215 punten     |
| Alfred Poupart         | dubbele york ronde (m) | DNF       | niet gefinisht |

### Hockey
| Olympiër | Discipline | Resultaat | Prestatie                                |
| --- | ---------- | --------- | ---------------------------------------- |
| R. P. Aublin David Baidet Raoul Benoist André Bonnal Louis Gautier Daniel Maurice Girard Charles Pattin Louis Poupon Frédéric Roux René Salarnier Louis Saulnier | mannen     | 5e        | 1ste ronde: V van Groot-Brittannië: 1-10 |

### Motorbootracen
| Olympiër      | Discipline | Resultaat | Prestatie |
| ------------- | ---------- | --------- | --------- |
| Emile Thubron | klasse A   | Goud      | 2:26.53   |

### Schermen
| Olympiër                                                                         | Discipline     | Resultaat  | Prestatie |
| -------------------------------------------------------------------------------- | -------------- | ---------- | --- |
| Bernard Gravier                                                                  | degen (m)      | 2de ronde  | 1ste ronde groep A: 2de met 4 overwinningen 2de ronde groep 4: 2de met 2 overwinningen                                                                             |
| Charles Colignon                                                                 | degen (m)      | 2de ronde  | 1ste ronde groep B: 2de met 5 overwinningen 2de ronde groep 6: 3de met 1 overwinning                                                                               |
| Joseph Marais                                                                    | degen (m)      | 2de ronde  | 1ste ronde groep C: 1ste met 5 overwinningen 2de ronde groep 4: 5de met 1 overwinning                                                                              |
| Herman Georges Berger                                                            | degen (m)      | 9e         | 1ste ronde groep D: 1ste met 7 overwinningen 2de ronde groep 3: 2de met 3 overwinningen halve finale 1: 5de met 4 overwinningen                                    |
| Gaston Alibert                                                                   | degen (m)      | Goud       | 1ste ronde groep E: 1ste met 7 overwinningen 2de ronde groep 3: 1ste met 4 overwinningen halve finale 1: 1ste met 7 overwinningen finale: 1ste met 7 overwinningen |
| Frédéric Dubourdieu                                                              | degen (m)      | 1ste ronde | 1ste ronde groep G: 4de met 4 overwinningen |
| Jacques Rodocanachi                                                              | degen (m)      | 2de ronde  | 1ste ronde groep H: 3de met 3 overwinningen 2de ronde groep 2: 3de met 2 overwinningen                                                                             |
| René Quenessen                                                                   | degen (m)      | 2de ronde  | 1ste ronde groep I: 2de met 3 overwinningen 2de ronde groep 8: 3de met 1 overwinning                                                                               |
| Eugène Olivier                                                                   | degen (m)      | Brons      | 1ste ronde groep J: 3de met 3 overwinningen 2de ronde groep 8: 1ste met 2 overwinningen halve finale 2: 4de met 5 overwinningen finale: 3de met 4 overwinningen    |
| Alexandre Lippmann                                                               | degen (m)      | Zilver     | 1ste ronde groep L: 1ste met 4 overwinningen 2de ronde groep 5: 1ste met 4 overwinningen halve finale 2: 3de met 5 overwinningen finale: 2de met 5 overwinningen   |
| Jean Stern                                                                       | degen (m)      | 10e        | 1ste ronde groep M: 1ste met 4 overwinningen 2de ronde groep 1: 2de met 4 overwinningen halve finale 2: 5de met 2 overwinningen                                    |
| Gaston Alibert Herman Georges Berger Charles Collignon Eugène Olivier            | degen team (m) | Goud       | 1ste ronde: W van Denemarken: 10-6 halve finale: W van Groot-Brittannië: 12-5 finale: W van België: 9-7                                                            |
| Jean de Mas Latrie                                                               | sabel (m)      | 1ste ronde | 1ste ronde groep A: 4de met 2 overwinningen |
| Jean-Joseph Renaud                                                               | sabel (m)      | 1ste ronde | 1ste ronde groep C: 4de met 3 overwinningen |
| René Lateux                                                                      | sabel (m)      | 2de ronde  | 1ste ronde groep D: 2de met 2 overwinningen 2de ronde groep 1: 5de met 1 overwinning                                                                               |
| Georges Langevin                                                                 | sabel (m)      | 1ste ronde | 1ste ronde groep E: 4de met 0 overwinningen |
| Georges de la Falaise                                                            | sabel (m)      | 7e         | 1ste ronde groep F: 1ste met 3 overwinningen 2de ronde groep 8: 1ste met 2 overwinningen halve finale 1: 3de met 4 overwinningen finale: 7de met 1 overwinning     |
| Ismaël de Lesseps                                                                | sabel (m)      | 1ste ronde | 1ste ronde groep G: 5de met 1 overwinning |
| Bertrand Marie de Lesseps                                                        | sabel (m)      | 14e        | 1ste ronde groep H: 1ste met 4 overwinningen 2de ronde groep 4: 1ste met 3 overwinningen halve finale 1: 8ste met 1 overwinning                                    |
| Joseph, Marquis de Saint Brisson                                                 | sabel (m)      | 1ste ronde | 1ste ronde groep I: 6de met 0 overwinningen |
| Jean Mikorski                                                                    | sabel (m)      | 1ste ronde | 1ste ronde groep J: 8ste met 2 overwinningen |
| Louis Chapuis                                                                    | sabel (m)      | 1ste ronde | 1ste ronde groep L: 4de met 3 overwinningen |
| Marc Perrodon                                                                    | sabel (m)      | 1ste ronde | 1ste ronde groep M: 4de met 3 overwinningen |
| Georges de la Falaise Bertrand Marie de Lesseps Marc Perrodon Jean-Joseph Renaud | sabel team (m) | Goud       | 1ste ronde: W van België: 10-6 halve finale: V van BOH: 7-9 |

### Schietsport
| Olympiër                                                                                 | Discipline                           | Resultaat | Prestatie                     |
| ---------------------------------------------------------------------------------------- | ------------------------------------ | --------- | ----------------------------- |
| André Angelini                                                                           | 1000 yards vrij geweer (m)           | 23e       | 85 punten                     |
| Paul Colas                                                                               | 1000 yards vrij geweer (m)           | 28e       | 82 punten                     |
| Raoul de Boigne                                                                          | 1000 yards vrij geweer (m)           | 19e       | 86 punten                     |
| Léon Hecht                                                                               | 1000 yards vrij geweer (m)           | 35e       | 75 punten                     |
| Daniel Mérillon                                                                          | 1000 yards vrij geweer (m)           | 38e       | 69 punten                     |
| Léon Moreaux                                                                             | 1000 yards vrij geweer (m)           | 39e       | 67 punten                     |
| Léon Tétart                                                                              | 1000 yards vrij geweer (m)           | 48e       | 21 punten                     |
| André Angelini                                                                           | 300m vrij geweer 3 posities (m)      | 34e       | 706 punten: (154-247-305)     |
| Paul Colas                                                                               | 300m vrij geweer 3 posities (m)      | 25e       | 759 punten: (231-233-293)     |
| Léon Johnson                                                                             | 300m vrij geweer 3 posities (m)      | 8e        | 835 punten: (250-282-303)     |
| Maurice Lecoq                                                                            | 300m vrij geweer 3 posities (m)      | 31e       | 730 punten: (196-280-254)     |
| Eugène Balme Raoul de Boigne Albert Courquin Léon Johnson Maurice Lecoq André Parmentier | vrij geweer team (m)                 | Brons     | 4652 punten: (1250-1539-1863) |
| Henri Bonnefoy                                                                           | 50&100 yards geweer (m)              | 19e       | 304 punten: (147-157)         |
| André Mercier                                                                            | 50&100 yards geweer (m)              | 13e       | 366 punten: (178-188)         |
| Léon Tétart                                                                              | 50&100 yards geweer (m)              | 17e       | 350 punten: (176-174)         |
| Léon Johnson                                                                             | 25 yards geweer bewegend doel (m)    | 10e       | 13 punten                     |
| André Mercier                                                                            | 25 yards geweer bewegend doel (m)    | 14e       | 10 punten                     |
| Léon Tétart                                                                              | 25 yards geweer bewegend doel (m)    | 15e       | 9 punten                      |
| Léon Johnson                                                                             | 25 yards geweer verdwijnend doel (m) | 21e       | 24 punten                     |
| André Mercier                                                                            | 25 yards geweer verdwijnend doel (m) | 19e       | 30 punten                     |
| Léon Tétart                                                                              | 25 yards geweer verdwijnend doel (m) | 22e       | 21 punten                     |
| Henri Bonnefoy Paul Colas Léon Lécuyer André Regaud                                      | 50m geweer 50&100 yards team (m)     | Brons     | 710 punten: (359-351)         |
| André Barbillat                                                                          | enkel schot op lopend hert (m)       | 15e       | 3 punten                      |
| Maurice Robion du Pont                                                                   | enkel schot op lopend hert (m)       | 14e       | 6 punten                      |
| Léon Tétart                                                                              | enkel schot op lopend hert (m)       | 13e       | 11 punten                     |
| Maurice Robion du Pont                                                                   | dubbel schot op lopend hert (m)      | 14e       | 18 punten                     |
| Léon Tétart                                                                              | dubbel schot op lopend hert (m)      | 12e       | 21 punten                     |
| André Barbillat                                                                          | 50m pistool yards (m)                | 6e        | 466 punten                    |
| Jean Depassio                                                                            | 50m pistool yards (m)                | 22e       | 427 punten                    |
| Maurice Robion du Pont                                                                   | 50m pistool yards (m)                | 34e       | 391 punten                    |
| Léon Lécuyer                                                                             | 50m pistool yards (m)                | 30e       | 401 punten                    |
| Léon Moreaux                                                                             | 50m pistool yards (m)                | 17e       | 438 punten                    |
| André Regaud                                                                             | 50m pistool yards (m)                | 10e       | 451 punten                    |
| André Barbillat Jean Depassio André Regaud                                               | 50m pistool yards team (m)           | 4e        | 1750 punten                   |
| Émile Béjot                                                                              | trap (m)                             | 23e       | 28 punten                     |

### Tennis
| Olympiër       | Discipline    | Resultaat | Prestatie |
| -------------- | ------------- | --------- | --- |
| Maurice Germot | enkelspel (m) | 5e        | 1ste ronde: vrij 2de ronde: W van GER Schomburgk: 7-5, 6-4, 6-2 3de ronde: W van BOH Karoly: walk-over kwartfinale: V van GBR Ritchie: 0-6, 0-4, opgave |

### Turnen
| Olympiër | Discipline               | Resultaat | Prestatie     |
| --- | ------------------------ | --------- | ------------- |
| Louis Ségura | individuele meerkamp (m) | Brons     | 297 punten    |
| Marcel Lalu | individuele meerkamp (m) | 7e        | 258,75 punten |
| Robert Diaz | individuele meerkamp (m) | 8e        | 258,50 punten |
| Jules Rolland | individuele meerkamp (m) | 10e       | 249,50 punten |
| François Nidal | individuele meerkamp (m) | 11e       | 249 punten    |
| Antoine Costa | individuele meerkamp (m) | 14e       | 241,75 punten |
| Georges Thurnherr | individuele meerkamp (m) | 18e       | 232 punten    |
| Jean Castigliano | individuele meerkamp (m) | 18e       | 227 punten    |
| Edouard Boislevé | individuele meerkamp (m) | onbekend  |               |
| Alfred Castille | individuele meerkamp (m) | onbekend  |               |
| Ferdinand Castille | individuele meerkamp (m) | onbekend  |               |
| Georges Charmoille | individuele meerkamp (m) | onbekend  |               |
| Victor Dubois | individuele meerkamp (m) | onbekend  |               |
| Dominique Follacci | individuele meerkamp (m) | onbekend  |               |
| E. Gauthier | individuele meerkamp (m) | onbekend  |               |
| F. Lekim | individuele meerkamp (m) | onbekend  |               |
| Paulin Lemaire | individuele meerkamp (m) | onbekend  |               |
| Justinien Lux | individuele meerkamp (m) | onbekend  |               |
| G. Mounier | individuele meerkamp (m) | onbekend  |               |
| Georges Ratelot | individuele meerkamp (m) | onbekend  |               |
| Lucien Bogart Albert Borizée Henri de Breyne Nicolas Constant Charles Courtois Louis Delattre A. Delecluse Louis Delecluse Georges Demarle Joseph Derov Charles Desmarcheliers Claude Desmarcheliers Étienne Dharaney Gérard Donnet Émile Duhamel A. Duponcheel Paul Durin A. Eggremont G. Guiot L. Hennebicq Henri Hubert Daniel Hudels E. Labitte L. Lestienne R. Lis Victor Magnier G. Nys Joseph Parent Louis Pappe V. Polidori Gustave Pottier Antoine Pinoy Louis Sandray Émile Schmoll Edouard Steffe E. Vercruysse Hugo Vergin E. Vicogne Jules Walmée G. Warlouzer | meerkamp team (m)        | 5e        | 319 punten    |

### Voetbal
| Olympiër | Discipline | Resultaat | Prestatie                            |
| --- | ---------- | --------- | ------------------------------------ |
| René Fenouilliere Gaston Cyprs André François Georges-Henri Albert Emile Sartorius Georges Bayrou Louis Schubart Charles Renaux Jean Dubly Ursule Wibaut Maurice Tillette Adrien Filez Paul Mathaux Henri Holgard Albert Jenicot Pierre Six Sadi Dastarac Raoul Gressier Justin Vialaret Jules Verlet Charles Bilot Fernand Desrousseaux | mannen     | 5e        | halve finale: V van Denemarken: 1-17 |

### Wielersport
| Olympiër                                                     | Discipline               | Resultaat    | Prestatie                                                                     |
| ------------------------------------------------------------ | ------------------------ | ------------ | ----------------------------------------------------------------------------- |
| Pierre Seginaud                                              | 660 yards (m)            | series       | serie 2: 3de                                                                  |
| Richard Villepontoux                                         | 660 yards (m)            | series       | serie 4: 3de                                                                  |
| Maurice Schilles                                             | 660 yards (m)            | DNF          | serie 5: niet gefinisht                                                       |
| Émile Demangel                                               | 660 yards (m)            | Zilver       | serie 6: 1ste in 59,8 halve finale 2: 1ste in 51,6 finale: 2de                |
| Gaston Delaplane                                             | 660 yards (m)            | series       | serie 8: 3de                                                                  |
| Paul Texier                                                  | 660 yards (m)            | halve finale | serie 9: 1ste in 1.01,6 halve finale 1: 3de                                   |
| Georges Perrin                                               | 660 yards (m)            | series       | serie 10: 2de                                                                 |
| Émile Maréchal                                               | 660 yards (m)            | series       | serie 11: 3de                                                                 |
| André Poulain                                                | 660 yards (m)            | series       | serie 12: 2de                                                                 |
| Gaston Dreyfus                                               | 660 yards (m)            | series       | serie 14: 2de                                                                 |
| André Auffray                                                | 660 yards (m)            | halve finale | serie 16: 1ste in 58,4 halve finale 3: 2de                                    |
| Pierre Seginaud                                              | 5000m (m)                | series       | serie 1: 4de                                                                  |
| Richard Villepontoux                                         | 5000m (m)                | series       | serie 5: 4-9de                                                                |
| Maurice Schilles                                             | 5000m (m)                | Zilver       | serie 7: 1ste in 7.55,4 finale: 2de                                           |
| Émile Demangel                                               | 5000m (m)                | DSQ          | serie 1: gediskwalificeerd                                                    |
| Gaston Delaplane                                             | 5000m (m)                | series       | serie 5: 4-9de                                                                |
| Pierre Texier                                                | 5000m (m)                | series       | serie 4: 3de                                                                  |
| Georges Perrin                                               | 5000m (m)                | series       | serie 7: 4-7de                                                                |
| Émile Maréchal                                               | 5000m (m)                | 4e           | serie 2: 1ste in 9.01,4 finale: 4de                                           |
| André Poulain                                                | 5000m (m)                | DNF          | serie 4: niet gefinisht                                                       |
| Gaston Dreyfus                                               | 5000m (m)                | series       | serie 6: 4de                                                                  |
| André Auffray                                                | 5000m (m)                | Brons        | serie 3: 1ste in 8.56,8 finale: 3de                                           |
| André Lapize                                                 | 20km (m)                 | series       | serie 1: 4de                                                                  |
| Pierre Hostein                                               | 20km (m)                 | series       | serie 1: 7-8ste                                                               |
| Georges Lutz                                                 | 20km (m)                 | series       | serie 2: 4de                                                                  |
| François Bonnetl                                             | 20km (m)                 | finale       | serie 2: 6de finale: 5-9de                                                    |
| Henri Cunault                                                | 20km (m)                 | series       | serie 3: 6-7de                                                                |
| Octave Lapize                                                | 20km (m)                 | finale       | serie 4: 4de finale: 5-9de                                                    |
| Henri Baumler                                                | 20km (m)                 | series       | serie 4: 5de                                                                  |
| Pierre Texier                                                | 20km (m)                 | DNF          | serie 5: niet gefinisht                                                       |
| Charles Avrillon                                             | 20km (m)                 | series       | serie 6: 2de in 33.40,8                                                       |
| Octave Lapize                                                | 100km (m)                | Brons        | serie 2: 4de finale: 3de                                                      |
| Pierre Hostein                                               | 100km (m)                | DNF          | serie 2: niet gefinisht                                                       |
| Georges Lutz                                                 | 100km (m)                | DNF          | serie 1: 2de finale: niet gefinisht                                           |
| François Bonnet                                              | 100km (m)                | DNF          | serie 1: 7-14de finale: niet gefinisht                                        |
| Henri Cunault                                                | 100km (m)                | DNF          | serie 2: niet gefinisht                                                       |
| André Lepère                                                 | 100km (m)                | series       | serie 1: 7-14de                                                               |
| Pierre Texier                                                | 100km (m)                | 5e           | serie 1: 4de finale: 5de                                                      |
| Charles Avrillon                                             | 100km (m)                | DNF          | serie 2: niet gefinisht                                                       |
| Jean Madelaine                                               | 100km (m)                | DNF          | serie 2: niet gefinisht                                                       |
| André Poulain                                                | sprint (m)               | series       | serie 2: 2de                                                                  |
| Maurice Schilles                                             | sprint (m)               | DNF          | serie 3: 1ste in 1.38,4 halve finale 2: 1ste in 1.38,8 finale: niet gefinisht |
| Pierre Seginaud                                              | sprint (m)               | series       | serie 4: 2de                                                                  |
| Richard Villepontoux                                         | sprint (m)               | series       | serie 7: 2de                                                                  |
| G. Dreyfus                                                   | sprint (m)               | series       | serie 8: 4de                                                                  |
| Émile Demangel                                               | sprint (m)               | halve finale | serie 9: 1ste in 1.35,2 halve finale 3: 2de                                   |
| André Auffray                                                | sprint (m)               | halve finale | serie 10: 1ste in 1.23,6 halve finale 4: 3de                                  |
| Émile Marechal                                               | sprint (m)               | series       | serie 12: 2de                                                                 |
| Pierre Texier                                                | sprint (m)               | halve finale | serie 13: 1ste in 1.31,0 halve finale 1: 4de                                  |
| Gaston Delaplane                                             | sprint (m)               | series       | serie 15: 2de                                                                 |
| Georges Perrin                                               | sprint (m)               | DNF          | serie 16: niet gefinisht                                                      |
| Marc Texier Pierre Texier                                    | tandem (m)               | series       | serie 2: 2de                                                                  |
| Charles Avrillon Joseph Guyader                              | tandem (m)               | series       | serie 3: 2de                                                                  |
| André Auffray Maurice Schilles                               | tandem (m)               | Goud         | serie 5: 1ste in 3.11,4 halve finale 2: 1ste in 2.46,2 finale: 1ste in 3.07,6 |
| François Bonnet Octave Lapize                                | tandem (m)               | halve finale | serie 6: 1ste in 3.06,8 halve finale 2: 4de                                   |
| Gaston Dreyfus André Poulain                                 | tandem (m)               | series       | serie 7: 2de                                                                  |
| André Auffray Émile Demangel Émile Marechal Maurice Schilles | ploegenachtervolging (m) | 5e           | serie 4: 2de in 2.32,0                                                        |

### Zeilen
| Olympiër                                | Discipline | Resultaat | Prestatie |
| --------------------------------------- | ---------- | --------- | --------- |
| Henri Arthus Louis Potheau Pierre Rabot | 6m (m)     | Brons     |           |

### Zwemmen
| Olympiër       | Discipline           | Resultaat | Prestatie               |
| -------------- | -------------------- | --------- | ----------------------- |
| René André     | 100m vrije slag (m)  | series    | serie 5: 4-5de          |
| Gérard Meister | 100m vrije slag (m)  | series    | serie 2: 3-5de          |
| Henri Decoin   | 400m vrije slag (m)  | DNF       | serie 1: niet gefinisht |
| André Theuriet | 1500m vrije slag (m) | 18e       | serie 4: 3de in 32.37,0 |

Argentinië · Australazië · België · Bohemen · Canada · Denemarken · Duitsland · Finland · Frankrijk · Griekenland · Groot-Brittannië · Hongarije · Italië · Nederland · Noorwegen · Oostenrijk · Rusland · Turkije · Verenigde Staten · Zuid-Afrika · Zweden · Zwitserland